# أوفلاج الثالث عشر-إيه
```
أوفلاج الثالث عشر-إيه
 و
أوفلاج الثالث عشر-بي
 و
أوفلاج الثالث عشر-دي
 جميعًا 
معسكرات أسرى
 
الحرب في الحرب العالمية الثانية
 
الألمانية
 
للضباط
 ( 
Offizierlager
 ). كانت جميعها تقع على 
أرض
 
مبنى الكونغرس النازي
 القديم في 
لانغفاسر
، 
نورمبرغ
، شمال 
بافاريا
. كانوا متاخمين ل
شتالاج الثالث-دي
.
```

## تاريخ المخيم
تم افتتاح أوفلاج الثالث عشر-إيه في أغسطس 1940 لاستيعاب الضباط الفرنسيين الذين تم أسرهم خلال معركة فرنسا. تم نقلهم إلى معسكرات أخرى، وتم إغلاق المخيم في 29 أكتوبر 1941.
في مايو 1941، تم إنشاء <a href="./%D8%A3%D9%88%D9%81%20%D9%84%D8%A7%D8%AC%20%D8%A7%D9%84%D8%AB%D8%A7%D9%84%D8%AB%20%D8%B9%D8%B4%D8%B1-%D8%A8%D9%8A" rel="mw:WikiLink">أوفلاج الثالث عشر-بي</a> في مجمع منفصل للضباط الصرب الذين تم أسرهم خلال حملة البلقان . تم نقل هذا المعسكر إلى <a href="./%D8%A3%D9%88%D9%81%20%D9%84%D8%A7%D8%AC%20%D8%A7%D9%84%D8%AB%D8%A7%D9%84%D8%AB%20%D8%B9%D8%B4%D8%B1-%D8%A8%D9%8A" rel="mw:WikiLink">أوفلاج الثالث عشر-بي</a> في هاملبورغ في أبريل 1943.
في يونيو 1941 تم فتح مجمع جديد أوفلاج 62 للضباط السوفييت رفيعي المستوى الذين تم القبض عليهم خلال عملية بارباروسا . أعيد تنظيمه لأوفلاج الثالث عشر دي في سبتمبر 1941. تم إغلاق هذا المخيم في أبريل 1942 وتم نقل الضباط الناجين (مات الكثير منهم خلال فصل الشتاء بسبب وباء) إلى معسكرات أخرى. من ديسمبر 1944 إلى مارس 1945، تم تعيين أوفلاج الثاثل عشر دي كاولاج 73 وتم استخدامه لاستيعاب الضباط من مختلف الجنسيات الذين تم إجلاؤهم على عجل من المخيمات في الشرق التي هددها التقدم السريع للجيش الأحمر.

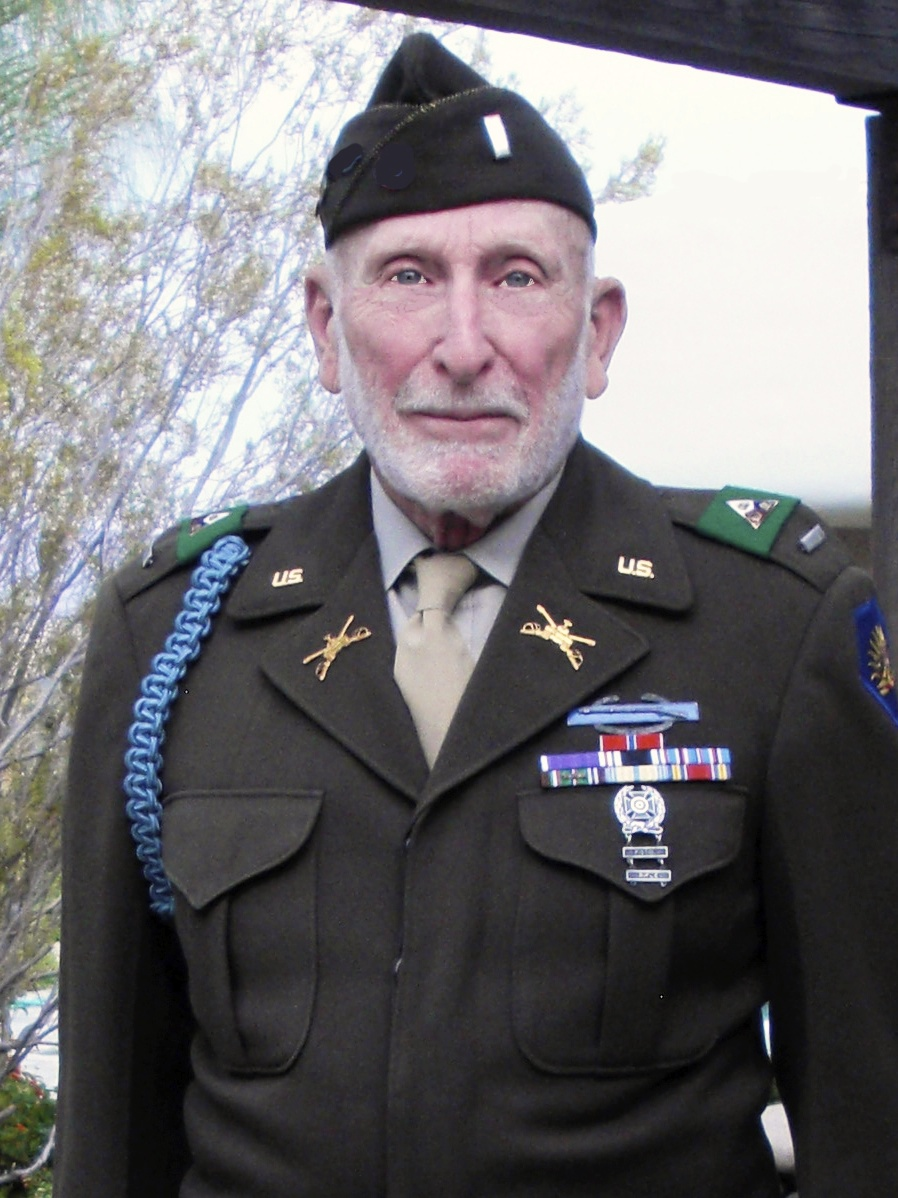
الأسير السابق الملازم دونالد بريل يرتدي زي الجيش الأمريكي في الحرب العالمية الثانية في عام 2009

في 15 أبريل 1945، استيقظ الملازم دونالد بريل (الذي أعيد القبض عليه بعد الهروب من أوف لاج الثالث عشر-بي وأرسل إلى أوفلاج 73) ليجد جميع حراس المخيم قد اختفوا. وخرج هو وآخر أسير حرب من البوابة الأمامية احرار.